# Fernandezina
Genre
Fernandezina est un genre d'araignées aranéomorphes de la famille des Palpimanidae.

## Distribution
Les espèces de ce genre se rencontrent en Amérique du Sud.

## Liste des espèces
Selon World Spider Catalog (version 25.0, 23/03/2024) :
- Fernandezina acuta Platnick, 1975
- Fernandezina andersoni Cala-Riquelme & Agnarsson, 2018
- Fernandezina angeloi Carvalho, Braga-Pereira & Santos, 2024
- Fernandezina dasilvai Platnick, Grismado & Ramírez, 1999
- Fernandezina divisa Platnick, 1975
- Fernandezina eduardoi Cala-Riquelme, Quijano-Cuervo & Sabogal-Gonzáles, 2018
- Fernandezina fernandoi Carvalho, Braga-Pereira & Santos, 2024
- Fernandezina grismadoi Martínez & Gutierrez, 2021
- Fernandezina ilheus Platnick, Grismado & Ramírez, 1999
- Fernandezina jurubatiba Castro, Baptista, Grismado & Ramírez, 2015
- Fernandezina maldonado Platnick, Grismado & Ramírez, 1999
- Fernandezina nica R. Ott & A. P. Ott, 2015
- Fernandezina pelta Platnick, 1975
- Fernandezina pulchra Birabén, 1951
- Fernandezina saira Buckup & Ott, 2004
- Fernandezina takutu Grismado, 2002
- Fernandezina tijuca Ramírez & Grismado, 1996

## Systématique et taxinomie
Ce genre a été décrit par Birabén en 1951 dans les Palpimanidae.

## Publication originale
- Birabén, 1951 : « Fernandezina, nuevo género de Palpimanidae (Araneae). » Acta Zoologica Lilloana, vol. 12, p. 545-549.